# Казенбаш, Нариман Османович
Нарима́н Осма́нович Казенба́ш (крымскотат. Nariman Osman oğlu Kazenbaş, Нариман Осман огълу Казенбаш, 11 июня 1930, Симферополь — февраль 2016, Симферополь) — советский крымскотатарский общественный деятель, участник подпольно-партизанского движения времен Великой Отечественной войны, активист крымскотатарского национального движения, председатель Ассоциации крымских татар — ветеранов войны и труда. Кавалер ордена «За заслуги» III степени, ордена «За мужество» III степени и ордена Отечественной войны II степени.

## Биография
Родился в Симферополе в 11 июня 1930 года. Отец, Осман Джаферович Казенбаш, был военным, работал в правоохранительных органах, а впоследствии стал начальником паспортного стола в Бахчисарае. Мать — Хатидже Османовна Пашаева, партийный работник, заведующий сектором учёта в Бахчисарайском райкоме. До третьего класса учился в крымскотатарской школе Бахчисарая, хотя родным языком владел плохо.
Накануне начала Великой Отечественной войны мобилизовали отца Наримана. В ноябре 1941 года Нариман вместе с матерью бежал в леса, где выполнял поручение комиссара партизанского отряда. В обязанности юного партизана входил сбор информации относительно расположения и численности сил противника. Все разведданные он должен был запомнить и перенести на контурную карту в партизанском лагере. Убедившись в надежности парня, партизаны отправляли его с информацией в Тамань, куда он добирался через Керченский пролив по льду.
В 1944 году депортирован вместе с матерью и названной сестрой (родители Наримана удочерили девочку, отца которой репрессировали) в узбекское село Таваксай, близ города Чирчик. Казенбаш-старший присоединился к семье только в 1947 году — после завершения Великой Отечественной войны был переброшен на Дальний Восток и демобилизован только после капитуляции Японии. Уже в Узбекистане главу семейства арестовали на полгода за конфликт в военной комендатуре, где его обвинили, что поисками семьи он занимается больше, чем своевременной регистрацией.
В Узбекистане, окончив 8 классов, поступил на механический факультет Чирчикского гидроэнергетического техникума, однако из-за «неблагонадёжной» национальности его перевели на менее престижный строительный факультет, где Казенбаш учиться отказался. Работал на заводе «Узбекхиммаш», принимал активное участие в общественной жизни завода, играл на скрипке и мандолине, и по направлению завода поступил в Узбекский театральный институт. Впрочем, долго там не проучился, продолжал трудовую карьеру на строительстве электросетей, пройдя путь от мастера до начальника производственно-технического отдела. Поступил во Всероссийский научно-исследовательский институт метрологии имени Д. И. Менделеева. В то же время начал принимать активное участие в крымскотатарском национальном движении. В 1966 году уехал в Крым в надежде найти жилье и вернуться на Родину, однако был отправлен обратно в Узбекистан. В 1967 году переехал в Сочи, где прожил 23 года.
После признания незаконной депортации, вернулся в Симферополь. С 1992 года стал практиковать лечение методами нетрадиционной медицины. В 1996 году возглавил Ассоциацию крымских татар — ветеранов войны и труда.
Поддержал в 2014 году аннексию Крыма Россией.
Умер в 2016 году в Симферополе. Похороны состоялись 12 февраля на кладбище «Абдал».

## Награды
- Орден «За заслуги» III ст. (23 февраля 2011) — «за мужество и самоотверженность, проявленные во время выполнения военного долга, весомый личный вклад в патриотическое воспитание молодежи, многолетнюю плодотворную общественную деятельность»[5]
- Орден «За мужество» III ст.
- Юбилейная медаль «60 лет освобождения Украины от фашистских захватчиков»
- Медаль «15 лет Вооружённым силам Украины»
- Орден Отечественной войны II ст.
- Медаль «За отвагу»
- Юбилейная медаль «60 лет Победы в Великой Отечественной войне 1941—1945 гг.»
- Юбилейная медаль «65 лет Победы в Великой Отечественной войне 1941—1945 гг.»
- Медаль «Ветеран труда»
- Благодарность Председателя Совета министров Автономной Республики Крым (2005)[6]
- Знак отличия Автономной Республики Крым «За верность долгу» (2007)[7]